# El Plantalec
El Plantalec (també anomenat Can Plantalec) és una masia garrotxina de Sant Pere Despuig (la Vall de Bianya) inclosa a l'Inventari del Patrimoni Arquitectònic de Catalunya.

## Descripció
Can Plantalec, juntament amb el Llac, la Bossa, la Sala i altres, formaven el veïnat de Sant Pere del Puig. És un gran casal de planta rectangular i teulat a dues aigües amb els vessants vers les façanes principals. Va ser bastida amb carreus ben tallats als cantoners i les obertures. Disposa de baixos, planta, amb accés per escala de pedra exterior, i pis superior. A la façana de ponent destaca l'estructura circular, enganxada al mur del mas, de l'antic pou. Completen el conjunt, l'era, les cabanes i les pallisses.
Hi ha tres llindes. A la de la finestra primer pis hi diu "II (creu sobre triangle) IS / RAFAEL PLANTALEK". A la de la porta principal hi ha "PERE PLANTALEK / 18 (creu inscrita en cercle) 73" i a la de la pedra cantonera: "1645".

## Història
No disposem de dades històriques que facin referència al mas Plantalec; per les dades inscrites als seus murs, deduïm que es un mas antic, remodelat el segle xvii i ampliat per Rafael Plantalech posteriorment. Pere Plantalech va finalitzar les obres, tal com consta a la llinda de la porta principal a les acaballes del segle xix.